# Eublemma scotopis
Eublemma scotopis is een vlinder van de familie van de spinneruilen (Erebidae). De wetenschappelijke naam van deze soort is voor het eerst voorgesteld door George Thomas Bethune-Baker in een publicatie uit 1911.
De soort komt voor in Mauritanië, Senegal, Burkina Faso, Ivoorkust, Togo en Nigeria.